# Fundación Baloncesto Fuenlabrada
El Fundación Baloncesto Fuenlabrada, es un equipo de baloncesto español con sede en la ciudad de Fuenlabrada (Madrid), que compite en la LEB Plata, la tercera competición de su país y es el filial de Baloncesto Fuenlabrada. Disputa sus partidos en el Pabellón Fernando Martín, con capacidad para 5100 espectadores.

## Nombres
- Fuenlabrada II (-2009)
- Fuenlabrada-GETAFE (2009-2012)
- Fundación Baloncesto Fuenlabrada (2013-)

## Divisiones
- 2004 - (1 División)
- 2005 - (EBA)
- 2006 - (1 División)
- 2007 - (1 División)
- 2008 - (EBA)
- 2009 - (EBA)
- 2010 - (EBA)
- 2011 - (EBA)
- 2012 - (EBA)
- 2014 - (LEB Plata)